# Philipp Fries
Philipp Fries (* 9. August 1882 in Roggendorf, Kreis Schleiden (Eifel); † 7. Dezember 1950 in Köln) war ein deutscher Politiker der SPD, USPD und KPD.

## Leben
Fries war Sohn eines Eisenbahnbeamten und hat das Schneiderhandwerk gelernt. Nach Wanderschaft und dreijährigem Militärdienst trat er 1907 der SPD und den freien Gewerkschaften bei. Nach anderen Quellen erfolgte dieser Schritt bereits im Jahr 1900. Im Jahr 1914 gehörte er dem SPD-Bezirksvorstand Oberrhein an und war Parteisekretär in Köln.
Am Ende des Ersten Weltkrieges ging er zur USPD und 1920 zur KPD über, in deren zentrale Revisionskommission er Ende 1920 gewählt wurde. Nach den innerparteilichen Auseinandersetzungen innerhalb der KPD um die „Offensivtheorie“ und die Märzaktion 1921 trat er schon im Frühjahr 1921 aus der Partei aus und schloss sich der Kommunistischen Arbeitsgemeinschaft (KAG) um Paul Levi an, mit dieser kehrte er 1922 zur USPD zurück und mit deren Wiedervereinigung mit der MSPD war er seit September 1922 wieder Mitglied der SPD.
Von 1920 bis 1924 war er Mitglied im Reichstag und gehörte zwischen 1924 und 1933 dem preußischen Landtag an. Außerdem war er von 1919 bis 1921 und von 1924 bis 1933 Stadtverordneter von Köln. Die KPD griff ihn seit 1922 wiederholt und heftig als „Renegat“ an.
Nach der Machtübernahme durch die Nationalsozialisten wurde Fries von Juni bis Dezember 1933 in den Konzentrationslagern KZ Esterwegen und KZ Lichtenburg inhaftiert. Im Zusammenhang mit dem Hitlerattentat vom 20. Juli 1944 wurde er im Rahmen der Aktion Gitter erneut kurze Zeit inhaftiert. Gegen Kriegsende tauchte Fries aus Furcht vor einer weiteren Verhaftung unter.
Nach dem Krieg baute er die SPD in Köln wieder mit auf, wurde Vorsitzender des Unterbezirks Köln und Vorstandsmitglied des Bezirks Mittelrhein. 1946/47 gehörte er dem ernannten Landtag von Nordrhein-Westfalen an, ehe er sich 1947 aus gesundheitlichen Gründen aus der Politik zurückziehen musste.